# زبابة مزينة
زبابة مزينة (الاسم العلمي: Sorex ornatus) (بالإنجليزية: Ornate Shrew)‏ هي نوع من الثدييات يتبع جنس الزبابة من الفصيلة الزبابات.